# Веласкес, Рамон Хосе
Рамон Хосе Веласкес Мухика (исп. Ramón José Velásquez Mujica; 28 ноября 1916, Сан-Хуан-де-Колон, Тачира, Венесуэла — 24 июня 2014, Каракас, Венесуэла) — венесуэльский государственный деятель, исполнял обязанности президента Венесуэлы (1993—1994).

## Биография
Родился в семье журналиста. В 1942 году окончил Центральный университет Венесуэлы с присуждением степени доктора философии в общественно-политических наук, в 1943 году получил диплом адвоката.
В 1941 году становится репортёром Últimas Noticias. Впоследствии дважды являлся президентом ежедневной газеты El Nacional (1964—1968 и 1979—1981).
Во время диктатуры Маркоса Переса Хименеса был заключён в тюрьму по обвинению в участии в работе над «Чёрной книгой диктатуры», разоблачавшей правящий режим.
После перехода страны к демократическому правлению в 1958 году был избран в Сенат, а затем — в Палату депутатов. Во время второго президентского срока Ромуло Бетанкура работал секретарем президента республики (1959—1963), затем стал депутатом Национального конгресса.
- 1969—1971 — министр связи,
- 1984—1987 — президент комиссии по государственной реформе,
- 1974—1993 — сенатор.

В 1988 году активно участвовал в кампании, в результате которой Карлос Андреса Перес был избран на второй президентский срок. Во время его правления возглавлял комиссию по пограничным вопросам (COPAF) (1989—1993).
В 1993 году в результате политического кризиса, приведшего к импичменту президента Андреса Переса был назначен Национальным конгрессом исполняющим обязанности президента Венесуэлы. На время его правления пришёлся скандал с освобождением обвиняемого в наркоторговле Ларри Товара Акуньи, когда президент обвинил в подписании необходимых бумаг своего секретаря. Также произошёл крах Banco Latino с последующим уводом из страны значительных сумм в иностранной валюты, взрыв подземного трубопровода в городе Лас-Техериас и решение правительства о введении налога на добавленную стоимость.
Являлся автором многочисленных книг по политической истории Венесуэлы. Как историк он пересмотрел традиционный отрицательный подход к рассмотрению правления президента-диктатора Хуана Висенте Гомеса. Став сам главой государства, председательствовал на церемонии переименования международного аэропорта в честь Гомеса.